# Neritina tiassalensis
Neritina tiassalensis és una espècie de gastròpode eupulmonat d'aigua dolça de la família Neritidae. Viu enmig de roques on el corrent és més ràpid al riu Bandama.
És un endemisme de la Costa d'Ivori: riu Bandama. Les seues principals amenaces són l'extracció d'aigua del riu on viu, la contaminació i les preses.